# Les Orphelins de Liverpool
Production
Diffusion
Les Orphelins de Liverpool (The Leaving of Liverpool ; littéralement « Le Départ de Liverpool ») est une mini-série britannico-australienne en deux épisodes de 1h40 réalisée par Michael Jenkins et diffusée entre le 8 juillet 1992 et le 9 juillet 1992 sur ABC TV, puis entre le 15 juillet 1993 et le 16 juillet 1993 sur BBC1.
En France, les deux épisodes sont diffusés le 8 novembre 1993 sur France 2.
Il s'agit de l'adaptation des faits réels sur les enfants immigrés, le programme gouvernemental britannique ayant pour but d'envoyer des dizaines de milliers d'enfants britanniques des classes laborieuses, pauvres, orphelins, ou abandonnés dans les royaumes du Commonwealth tels que l'Australie, la Nouvelle-Zélande, le Canada et l'Afrique du Sud,.

## Synopsis
Dans les années 1950, deux enfants Lily (Christine Tremarco) et Bert (Kevin Jones) se rencontrent à l'orphelinat « Star of the Sea » à Liverpool, en Angleterre, et, sans l’accord de leurs familles, sont transportés dans un camp de travail forcé en Australie…

## Distribution
- Christine Tremarco : Lily
- Kevin Jones : Bert
- Frances Barber : Ellen, la mère de Lily
- John Hargreaves : Harry
- Bill Hunter : père O'Neill
- Martin Jacobs : frère Matthew
- Frank Whitten : frère Jerome
- David Kaff : Wilson
- Darren Yap : David « Dave »
- Pamela Rabe : Mme Symonds
- Gary Henshaw : Alf
- Walter Brown : le Prête
- Jai Kemp : Bonesy
- Peter Braunstein : le docteur

## Production

### Distribution des rôles
Le rôle de Lily est attribué à l'actrice anglaise Christine Tremarco par un agent australien qui assistait à une de ses scènes de théâtre,.

### Tournage
Le tournage a lieu à Liverpool en Angleterre et, principalement, à Lidcombe et Sydney dans la Nouvelle-Galles du Sud en Australie, en 1991.

### Musique
La musique de la mini-série est composée par Peter Best. Le chanteur John Lennon y chante sa chanson Working Class Hero.
Liste des pistes signées Peter Best
1. Opening Titles
2. Running With The Flag
3. Proddy Dogs!
4. All Hail To The Skylon
5. Lily Runs For It
6. Leaving Liverpool
7. Egypt Through Bert's Eyes
8. A Scarf For Lily
9. Alf Overboard
10. Home
11. The Boss Rides In
12. Wilson In The Quarry
13. Wilson Goes Home
14. Brother Jerome And Bert/End Titles
15. Lily Remembers Ellen
16. Bush Christmas
17. Lily Leaves The Bush
18. Looking For Bert
19. Wilson's Dead
20. Burning The Church
21. On The Run
22. Pyramids
23. Blood Brother
24. The Eighth Wonder Of The World
25. Blood Upon The Wattle
26. Bert's Letter
27. Lily's Letter/Lily Meets Ellen/Bert & The Queen
28. Bert In Gaol
29. Final Flag/Main Theme

### Fiche technique
Sauf indication contraire, les informations mentionnées dans cette section peuvent être confirmées par la base de données cinématographiques IMDb,  présente dans la section « Liens externes ».
- Titre original : The Leaving of Liverpool
- Titre français : Les Orphelins de Liverpool
- Réalisation : Michael Jenkins
- Scénario : John Alsop et Sue Smith
- Musique : Peter Best
- Décors : Marcus North
- Costumes : Annie Marshall
- Photographie : Stephen F. Windon
- Montage : Michael Honey
- Production : Steve Knapman

Production déléguée : Penny Chapman et Michael Wearing
Production associée : John Alsop, Wayne Barry, Stephen O'Rourke et Sue Smith
- Société de production : Australian Broadcasting Corporation, British Broadcasting Corporation et Roadshow Coote & Carroll
- Société de distribution : Australian Broadcasting Corporation et British Broadcasting Corporation
- Pays d'origine :  Australie /  Royaume-Uni
- Langue originale : anglais
- Format : couleur
- Genre : drame historique
- Durée : 2x102 minutes
- Dates de première diffusion :
  - Australie : 8 juillet 1992 sur ABC TV
  - Royaume-Uni : 15 juillet 1993 sur BBC One
  - France : 8 novembre 1993 sur France 2[1]

## Diffusion
Les Orphelins de Liverpool est diffusée en première partie de soirée entre le 8 juillet 1992 et le 9 juillet 1992 sur ABC TV.
Quant au Royaume-Uni, elle n’est que diffusée un an plus tard, entre le 15 juillet 1993 et le 16 juillet 1993 sur BBC One. L'association britannique Child Migrants Trust ayant mission pour de sauver les enfants immigrés a critiqué la chaîne pour avoir refusé la téléassistance. La British Broadcasting Corporation s'est expliquée qu'il s'agit d'une mini-série, et non un documentaire.
En France, elle est diffusée en une seule soirée le 8 novembre 1993 sur France 2, et rediffusés le 9 avril 1997 sur M6.

## Distinctions

### Récompenses
- Festival du film de New York 1992[11] :
  - Médaille d'or de la meilleure mini-série pour Steve Knapman
  - Médaille d'or de meilleurs décors pour Marcus North
  - Médaille d'argent du meilleur effet sonore pour Stephen J. Hope
- Australian Film Institute Awards 1993[11] :
  - Meilleure mini-série pour Steve Knapman
  - Meilleur scénario de la mini-série pour John Alsop et Sue Smith

### Nomination
- Australian Film Institute Awards 1993 : Meilleure actrice dans un second rôle ou invitée dans une série dramatique pour Christine Tremarco

### Documentation
- « Télévision : lundi 8 novembre, Les Orphelins de Liverpool sur France 2, 20 h 50 - Adieu les enfants », Le Monde,‎ 7 novembre 1993 (lire en ligne).
- Jacqueline Beaulieu, « Enfants britanniques déportés », Le Soir,‎ 8 novembre 1993 (lire en ligne).